# Les Argonautes (Holmès)
Pour les articles homonymes, voir Argonaute (homonymie).
Les Argonautes est une symphonie dramatique d'Augusta Holmès composée en 1880.

## Contexte historique
Augusta Holmès compose le poème et la musique des Argonautes en 1880. Le poème symphonique reçoit la mention honorable du prix de la Ville de Paris, le premier prix est remporté par Alphonse Duvernoy et son poème symphonique La Tempête. L'œuvre est jouée aux Concerts Populaires sous la direction de Jules Pasdeloup, le 24 avril 1881 avec comme interprètes Laurent (Jason), Rose Caron (la jeune fille), Renée Richard (Médée) et Panchioni (la Sirène). Le rapporteur du concours, Émile Perrin, directeur de la Comédie-Française, s'exprime à ce propos :

« Il serait bien à désirer qu'elle pût être exécutée en public après que l'audition solennelle de la Tempête aurait eu lieu. Le jury pense que ce serait un argument de plus en faveur du concours. Mlle Holmès écrit elle-même ses poèmes avant d'en composer la musique. Sous cette double forme, elle poursuit un idéal également élevé. Il faut lui tenir compte de cette tendance, et, si l'œuvre est inégale, elle contient de réelles beautés. L'ampleur devient parfois de l'emphase ; l'horreur du banal amène l'excessive recherche et souvent le manque de clarté ; mais il y a des pages d'un coloris superbe, d'autres d'une grâce exquise. Ce qui est bien dans cette œuvre est de qualité supérieure, et l'effet en serait très grand sur le public. »

## Structure
L'œuvre est composée de quatre parties, chacune ayant une strophe déclamée en début de mouvement :
1. Jason
2. Le voyage
3. Médée
4. La Toison d'or ou les Argonautes

## Analyse
Les auteurs soulignent, pour la première partie, le chœur des matelots : « Eïa-o ! rompez les cordages », et la cantilène de la jeune fille : « Entendez-vous ces voix profondes ? ». Pour la seconde partie, la scène des sirènes, les exhortations de Jason à ses compagnons, et le chœur des Argonautes découvrant les rives de la Colchide : « Oui, voici la rive promise... ». La troisième partie est peut-être la plus riche et la plus substantielle, avec la danse magique, d'un effet si pittoresque et si coloré, le chœur des compagnes de Médée : « Mêlez l'ambre à l'eau », et le superbe duo passionné de Jason et de Médée, qu'accompagne le chœur des femmes : « Effeuillez des roses ». Enfin, dans la dernière partie, il faut signaler encore le beau chœur d'introduction, la scène où Médée abandonnée se traîne aux genoux de son amant et celle où Jason réclame la Toison d'or. L'ensemble forme une belle œuvre, d'un grand style et d'une haute portée artistique.
C. Martel en fait une longue analyse dans le Paris moderne : la première partie s'ouvre par le cri des matelots, Eïa-o, dépeignant un frémissement de cordages et de voiles, un navire en partance, et qui exerce un balancement jusqu'au chant en la majeur « Rompez les cordages ». L'orchestre et les voix chantent alors à l'unisson dans un perpétuel crescendo jusqu'à la fin qui reprend après un air de Jason encadré d'une marche en ré majeur. La deuxième partie présente un dessin obstiné des cordes peignant les flots chantants. Le chant du commencement, interrompu par le fracas grossissant des lames, finit cette période symphonique. La mer devient menaçante et les matelots commencent un chœur en mi , entrecoupé par la voix de Jason qui dit « Compagnons, luttez encore ! ». Pendant que l'orchestre représente la furie de la mer, un accord de septième diminuée commence le chant des sirènes qui s'amplifie. La troisième partie est une danse magique où la compositrice s'est montrée admiratrice et l'élève de Gluck, rendant une beauté cruelle et tragique qui  n'a pas toute l'étrangeté terrible et funeste qu'on pouvait attendre. Cette partie comporte aussi le dialogue de Jason et Médée qui part d'un début un peu trop farouche vers un duo d'amour. La quatrième partie nous entraîne dans le bois sacré où se trouve la Toison d'or. Au choeur des gardiens, large et calme, succède et contraste un autre choeur héroïque et triomphal qui annonce l'arrivée de Jason.  La Toison d'or apparaît dans un choeur final qui forme une admirable péroraison, où donnent toutes les sonorités de l'orchestre et des voix. 

## Critique
La critique est globalement favorable vis-à-vis de l'œuvre d'Augusta Holmès, bien qu'il y ait eu peu d'interprétations, probablement en raison du peu de revenus qu'a apporté la première représentation.
Dans Le Ménestrel du 21 novembre 1880 est fait une citation du propos de Jules Besson : 

« La partition des Argonautes avait obtenu neuf voix pour le prix ; une mention honorable lui a été décernée par 17 voix sur 20 votants. Je suis l'interprète du jury, monsieur le préfet, en signalant à votre attention le mérite de cette oeuvre, et il serait bien à désirer qu'elle pût être exécutée en public après que l'audition solennelle de la Tempête aura eu lieu. Le jury pense que ce serait un argument de plus en faveur du concours. Mlle Holmes écrit elle-même ses poèmes avant d'en composer la musique. Sous cette double forme, elle poursuit un idéal également élevé. II faut 
lui tenir compte de cette tendance et, si l'oeuvre est inégale, elle contient de réelles beautés. L'ampleur y devient parfois de l'emphase ; l'horreur du banal amène l'excessive recherche et souvent le manque de clarté ; mais il y a des pages d'un coloris superbe, d'autres d'une grâce exquise.Ce qui est bien dans cette oeuvre est de qualité supérieure et l'effet en serait très grand sur le public. Mlle Holmes avait déjà obtenu une mention au premier concours avec sa partition de Lutèce ; celle des Argonautes témoigne un progrès considérable. On avait alors soulevé quelques objections au sujet de la nationalité de la jeune artiste. Née de parents irlandais et élevée en France, où elle a toujours résidé, elle a, depuis deux ans, obtenu 
des lettres de grande naturalisation ; on la sent un peu de l'école wagnérienne, mais elle doit aujourd'hui prendre sa place parmi les compositeurs français. »

Dans Le Ménestrel se trouve un compte rendu du vote entre La Tempête de Duvernoy et Les Argonautes de Holmès, tout en précisant que la partie musicale du jury aurait voulu mettre à égalité les deux œuvres, action qui a été refusée par les membres du Conseil municipal. Dès lors, Jules Pasdeloup a décidé de monter l'œuvre pour la fin de la saison 1881. Une citation de Victor Wilder poursuit la critique de la partition en elle-même. Selon lui, l'œuvre est remarquable malgré le fait que ce soit une femme qui l'a composée. Il souligne qu'Augusta Holmès imite Richard Wagner sans parvenir à la même réussite mais que « lorsque celte idée fixe cesse de la tourmenter et qu'elle s'abandonne franchement à son inspiration, le jet mélodique sort avec une ampleur et une abondance extraordinaire ». L'auteur considère aussi qu'il y a plus de réussite et de talent chez Holmès que chez la plupart de ses contemporains. Il retient notamment la scène des sirènes de la deuxième partie, le tableau de la tempête ainsi que la scène de la découverte des plages de la Colchide par les Argonautes. Cependant, la troisième partie est une réussite de bout en bout, en faisant la page capitale de l'œuvre, et montrant une architecture neuve pour l'époque. La quatrième partie contient encore quelques morceaux notables, dont certains passages rappellent Jules Massenet.
Dans le Paris moderne, C. Marcel en fait une belle éloge, autant du livret qui, pour lui, a une « valeur réelle », avec des vers « sonores, amples, héroïques et faits de main de maître ». Le livret se prête admirablement à la musique. L'auteur structure l'œuvre en quatre parties, toutes reliées par un souffle épique. Il souligne cependant que l'interprétation ne lui a pas donné entière satisfaction, avec un ténor au-dessous de son rôle notamment, tandis que Renée Richard était excellente, de même que Panchioni. Pour l'auteur, « cela a été une véritable ovation qui exige et rend nécessaire une seconde audition des Argonautes ».
Victor Dolmetsch en fait un bon retour aussi dans Le Ménestrel à la suite de la réexécution de l'œuvre par les Concerts Pasdeloup en 1882.

## Représentations
- Les Argonautes, Orchestre des Concerts Pasdeloup, direction Jules Pasdeloup, Jean-Alexandre Talazac (Jason), Marie-Hélène Brunet-Lafleur (Médée), Rose Caron (Une jeune fille), Mme Panchioni (Une Sirène), 26 février 1882
- Médée, Concerts du Conservatoire, direction Edouard Deldevez, Gabrielle Figuet (Médée), Léon Escalaïs (Jason), 4 janvier 1885[9]